# 奥运猪
奥运猪是指中华人民共和国政府为保障2008年奥林匹克运动会运动员食品安全在秘密地点以有机方式饲养的生猪，但后来官方媒体否认其存在，并表示这是一则假新闻。

## 过程
2007年一系列中国产品的质量问题在国际社会曝光，令人对中国产品的质量安全感到担忧。在这种背景下，2008年北京奥林匹克运动会冷鲜猪肉及猪肉制品独家供应商千禧鹤集团董事长刘延云于2007年8月21日突然向媒体宣布已采取特别措施以保障运动员的食品安全。并宣称，已按照有关部门的要求，在全中国不同地点建设了近10个秘密养猪基地，以5倍的供应量准备奥运猪肉供给“好运北京”赛事和奥运会。为了猪肉健康，生猪免疫会采用天然中草药，小猪每天亦需到室外“锻炼”至少2小时。因为采用了不添加任何抗生素的方式养猪，猪的生长期要比普通猪长两三个月。不添加抗生素和激素的饲养方式也是为了避免运动员的兴奋剂检测出现假阳性结果。
然而两个多月之后，在2007年11月2日，北京奥组委运动会服务部负责人否认了存在奥运猪的说法并公开澄清，部分媒体关于“奥运猪”的报道內容失实，“秘密养殖基地”、“中草药免疫”、“锻炼”等等，完全是夸大的不实之词，北京奧组委和北京市政府相关部门从未要求任何企业建立专供奥运会的秘密养猪基地。奧组委有关部门已对相关企业的行为予以了警告。
2008年3月10日《南京晨报》的报道显示江苏省泰州兴化市存在奥运猪养育基地，并表示国内有“十大生猪生态养殖基地”为奥运会提供特供猪。